# Venemodammen
Der Venemodammen ist ein Staudamm etwa  zwei Kilometer nördlich der Ortschaft Haukeli in der Kommune Vinje der norwegischen Provinz Telemark. Er staut den Fluss Bora zum Stausee Venemo auf, der Teil des Tokke-Vinje-Speicherkraftwerknetzes von Statkraft ist. Mit einem Speicherraum von 23 Mio. m³ zählt er zu den kleineren Reservoirs des Netzwerkes und erreicht beim Stauziel eine Höhenlage von 703 moh. Der 64 Meter hohe Steinschüttdamm wurde bis Ende 1963 errichtet und 1987 sowie 2005 überholt. Im Gegensatz zum natürlichen Zu- und Ablauf über den Bora erfolgen die Speisung und der Ablass im Netz der Speicherkraftwerke über Tunnel bis zum Stausee Totak.

## Geschichte
Norwegens 1921 gegründete Behörde für Gewässer- und Elektrizitätswesen (Norges vassdrags- og elektrisitetsvesen, NVE) plante in den 1950er Jahren ein großangelegtes Netz aus Speicherkraftwerken südlich der Hardangervidda-Hochebene in den Kommunen Vinje und Tokke. Mit Unterstützung durch einen Weltbankkredit sollten 13 Stauseen und vier Kraftwerke in unterschiedlichen Höhenlagen entstehen, mit einer jährlichen Produktion von 2 TWh elektrischer Energie.

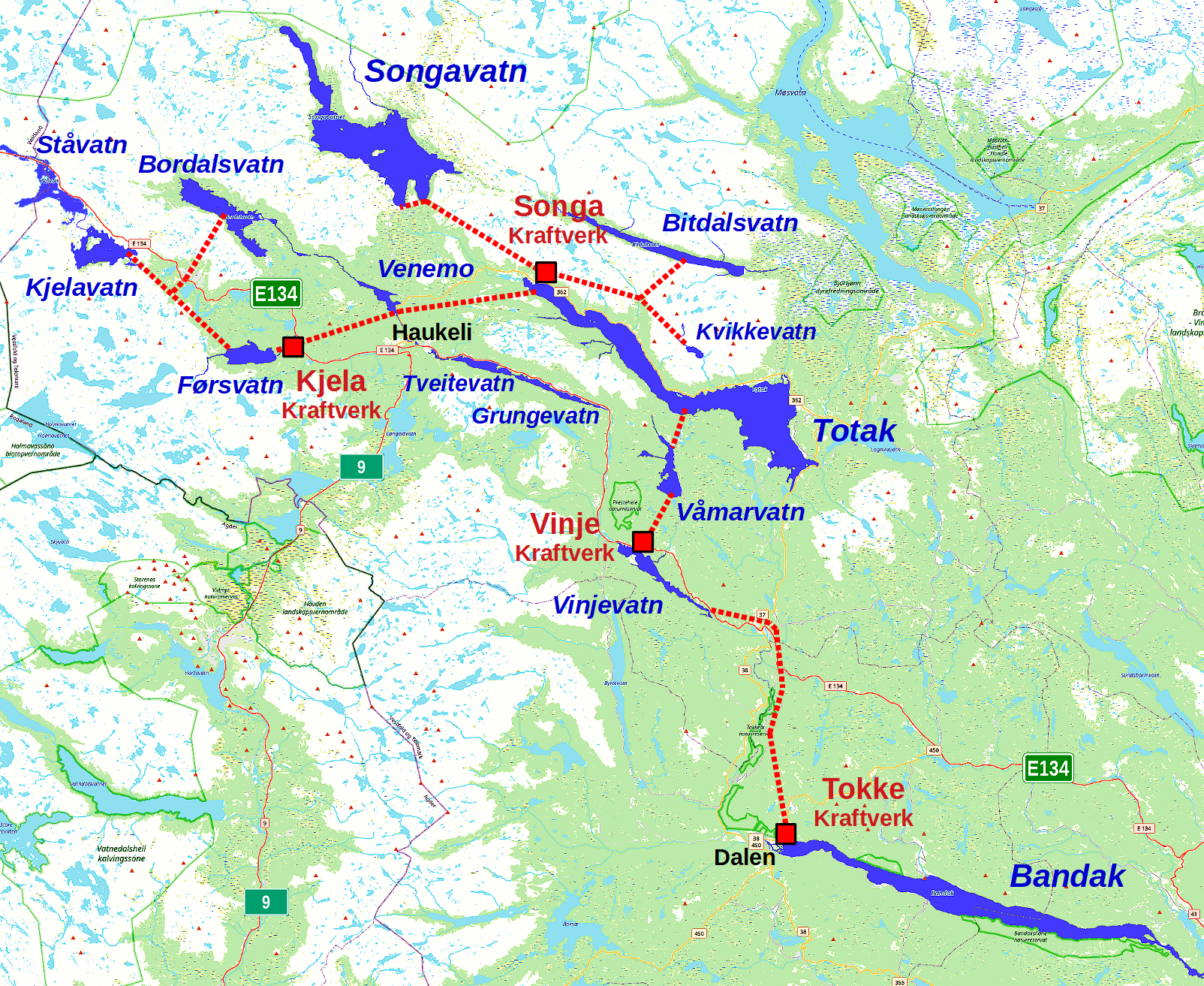
Geographische Lage der Stauseen für die Speicherkraftwerke Kjela, Songa, Vinje und Tokke (Tunnel)

Als Unterstützung für die Bauarbeiten wurde 1957 ein erstes kleineres 5-MW-Kraftwerk in Haukeli in Betrieb genommen und daraufhin bis Mitte der 1960er Jahre die Absperrbauwerke sowie die drei Hauptkraftwerke Songa, Vinje und Tokke errichtet, mit einer Installierten Leistung von insgesamt 850 MW. Die größten Reservoirs entstanden mit den Songavatnet (640 Mio. m³) und Totak (258 Mio. m³). Der Venemo zählte mit einem Speicherraum von 23 Mio. m³ zu den kleineren Stauseen und war vorerst das westliche Ende des Netzwerks. Im Jahr 1979 kam als Erweiterung im Westen noch das Kraftwerk Kjela mit 62 MW hinzu, mit dem Kjelavatn (85 Mio. m³) als größtes Reservoir. Das Speicherkraftwerk mit seinen Stauseen ist über den kleinen See Hylelihyl (links in der Grafik nicht eingezeichnet) und einen von dort zum Venemo verlaufenden Tunnel an des Tokke-Vinje-Speicherkraftwerknetzes angeschlossen. Die verantwortliche Behörde wurde 1986 umstrukturiert und der Bau und Betrieb der staatlichen Kraftwerke und Stromleitungen in den Verwaltungsbetrieb Statkraft ausgelagert; der verbliebene Teil trägt seit 1998 den Namen Norges vassdrags- og energidirektorat (NVE).
Der Venemodammen ist wie die meisten Staudämme in Norwegen ein Steinschüttdamm. Er wurde bis Ende 1963 hauptsächlich aus Abraum aus dem Tunnelbau errichtet. Nach der Aufbringung der Dichtungsschicht aus Asphaltbeton auf der wasserseitigen Böschung wurde der Stausee zum Stauziel von 703 moh. bis Oktober 1964 gefüllt. Die Bauweise mit einer äußeren Dichtungsschicht (Concrete Faced Rockfill Dam) kam in Norwegen erstmals zum Einsatz; zur Überprüfung der Betonschicht wurde im Frühjahr und Herbst des folgenden Jahres das Reservoir teilweise abgelassen. Seit dem Bau gab es in der umliegenden Bevölkerung Bedenken an der mit einem Überfalltrichter ausgestatteten Hochwasserentlastung, da im Hochwasserfall in dem bewaldeten Gebiet eine Verstopfung durch Treibholz eintreten könnte. Zudem gab es vereinzelt schlagartige Luftausstöße am Ende des Entlastungsstollens (blowout), wenn am Überfalltrichter größere Luftmassen mit angesaugt wurden. Nach einer Überprüfung der bestehenden Anlage wurde 1987 eine zusätzliche aktive Hochwasserentlastung ergänzt, mit einem Einlauf unterhalb der Wasserlinie des Stauziels. Mit der Einführung neuer regelmäßiger Sicherheitsüberprüfungen für die etwa 350 großen Staudämme in Norwegen Ende der 1990er Jahre wurden auch Mängel am Venemodammen festgestellt. Der Damm erhielt daraufhin 2005 eine zusätzliche Steinschüttung als Erosionsschutz auf der luftseitigen Böschung. Zudem entschied man sich für eine Erhöhung der wasserseitigen Dichtungsschicht und erneuerte die Regelungs- und Überwachungstechnik.

## Beschreibung

### Lage im Netz der Speicherkraftwerke

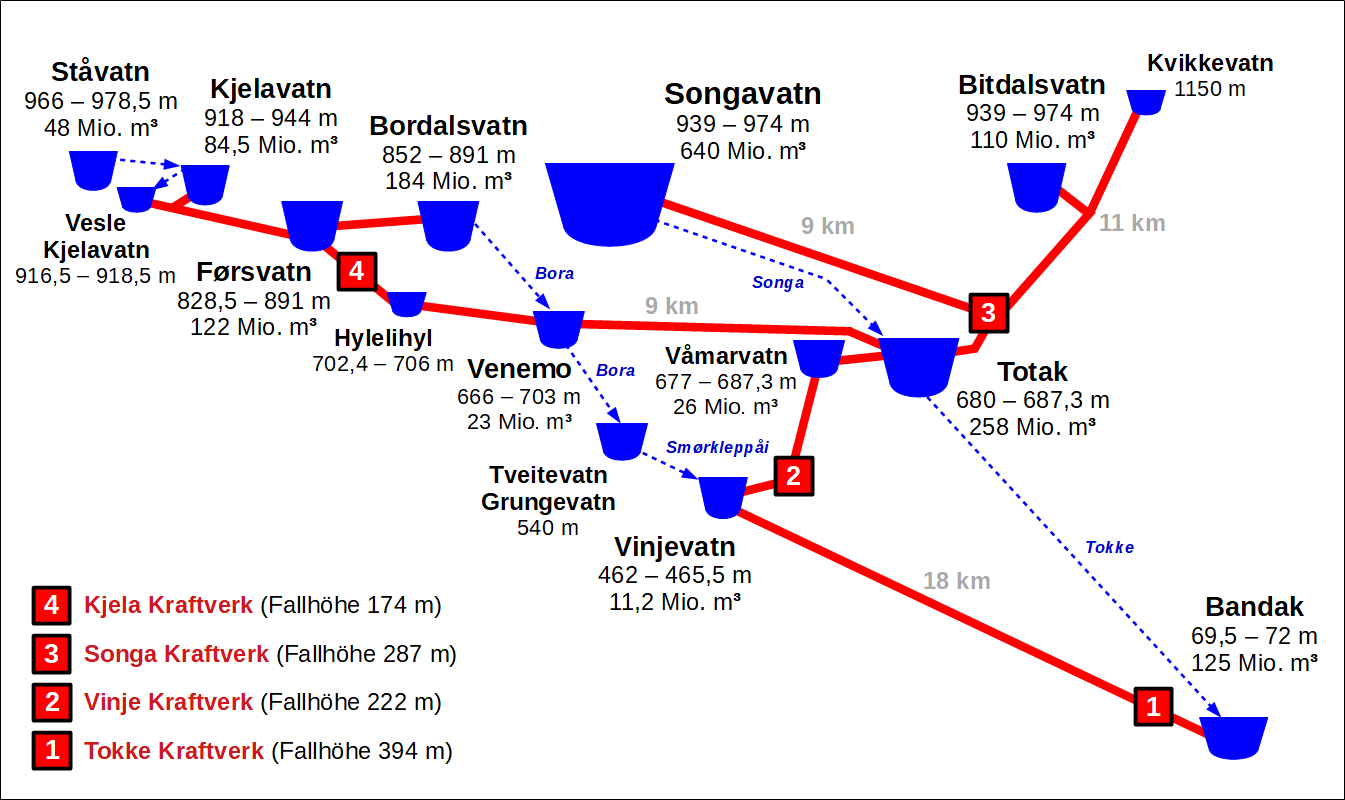
Netzwerk der Speicherkraftwerke, schematische Darstellung der Höhenlagen der Stauseen (Tunnel, Flussläufe)

Der Venemo bildet die Verbindung zwischen dem Ost- und Westteil des Netzwerks. Im Gegensatz zum natürlichen Zu- und Ablauf vom Bordalsvatn über den Bora und über die Hochwasserentlastung wieder in den Bora zum Tveitevatn wird er im Speicherkraftwerknetz über Tunnel gespeist und abgelassen. Das vom Førsvatn gespeiste Kraftwerk Kjela im Ostteil hat seinen Auslass in den kleinen See Hylelihyl und von hier verläuft ein 6,08 km langer Tunnel zum Venemo. Ein weiterer mit 8,69 km Länge folgt vom Venemo zum Stausee Totak. Beide Tunnel haben eine Querschnittsfläche von 27 m²; sie wurden schon in den 1960er Jahren gebaut, das Kraftwerk Kjela mit seinem Auslass in den Hylelihyl aber erst bis Ende der 1970er Jahre. Das Tokke-Vinje-Speicherkraftwerknetz besteht heute aus 9 Wasserkraftwerken von Statkraft und 17 Stauseen in einem etwa 3000 km² umfassenden Einzugsgebiet. Die gesamte installierte Leistung beträgt etwa 1000 MW und die jährliche Produktionsmenge 5 TWh, was etwa 4 % der norwegischen Jahresproduktion durch Wasserkraft entspricht. Die kleineren später entstandenen Speicherkraftwerke des Netzwerks sind nicht an das ursprüngliche Tunnelsystem angeschlossen und bilden mit ihren speisenden Stauseen separate Einheiten. Dazu zählt auch das damalige Hilfskraftwerk Haukeli, das 2013 durch einen Neubau mit 5 MW ersetzt wurde.

### Talsperre

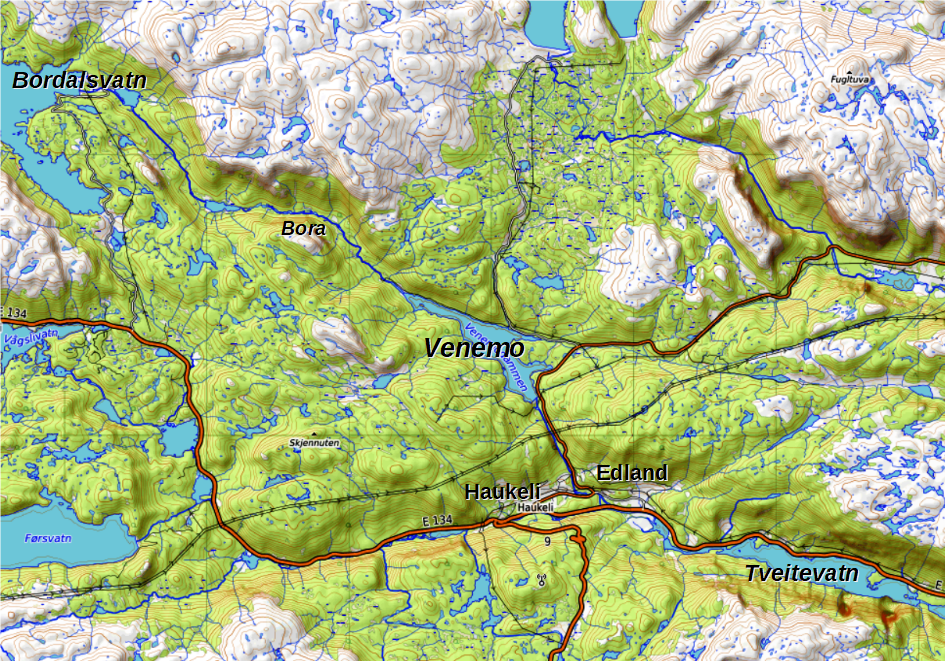
Der aufgestaute Venemo im Verlauf des Flusses Bora vom Bordalsvatn zum Tveitevatn

Der etwa 50 km lange Fluss Bora ist in seinem Unterlauf die natürliche Verbindung zwischen den Seen Bordalsvatn (891 moh.) und Tveitevatn (540 moh.), den er bei der Ortschaft Edland durch die Mündung in den Fluss Kjela erreicht. Der Venemodammen mit einer Kronenlänge von 238 m steht etwa 10 km flussabwärts vom Bordalsvatn an einer Engstelle des Flusstals, das von dort 2 km südwärts in Richtung der Nachbarorte Haukeli und Edland verläuft. Der Steinschüttdamm ist an der tiefsten Stelle des ehemaligen Flussbettes 64 m hoch, bei einer Kronenhöhe von 706 moh. und einer Basisbreite von etwa 140 m. Er hat ein Volumen von 357.000 m³ und besteht aus verdichtetem Granatgneis aus dem Abraum vom Bau der Wassertunnel zum Hylelihyl bzw. Totak. Abgedichtet ist er mit einer 15 cm dicken Schicht aus Asphaltbeton auf der wasserseitigen Böschung. Das Absperrbauwerk staut den Bora zum über 3 km langen Stausee Venemo auf, mit einem Stauziel von 703 moh. und einem Absenkziel von 666 moh. Die Talsperre hat zwei Hochwasserentlastungen, einen Überfalltrichter an der Ostseite und ein Einlaufbauwerk mit einem Sperrschieber unterhalb des Stauziels auf der Westseite. Der ursprünglich installierte Überfalltrichter hat den Ausgang seines Entlastungsstollens in den Bora etwa in der Mitte vor dem Fuß des Damms. Von dem 1987 nachgerüsteten Einlaufbauwerk verläuft ein Stollen zu einer Schanze auf der luftseitigen Westseite, von wo das Wasser in ein Tosbecken am Westufer des Bora geleitet wird.